# Trichopetalum
Trichopetalum é um género botânico pertencente à família Laxmanniaceae.
1. ↑  «Trichopetalum — World Flora Online». www.worldfloraonline.org. Consultado em 19 de agosto de 2020